# Enterotossina
Con il termine enterotossina ci si riferisce ad una proteina tossica prodotta da alcuni particolari ceppi batterici (ad esempio stafilococchi, vibrioni, clostridi ed altri), ed avente azione a livello della mucosa gastrointestinale.

Le enterotossine sono esotossine tossiche per la mucosa dell'intestino. In genere sono termostabili, di basso peso molecolare e solubili in acqua. Le enterotossine sono tendenzialmente citotossiche e distruggono le cellule alterando la permeabilità della membrana plasmatica delle cellule epiteliali della mucosa intestinale. Sono per lo più tossine batteriche la cui azione determina la formazione di alcuni pori nelle membrane cellulari. Attraverso questi pori gli ioni cloruro fuoriescono dalle cellule e ciò ne induce la morte.

## Meccanismo d'azione
L'enterotossina ha attività ADP-ribosilante verso la subunità alfa di una proteina G stimolatoria.
La tossina, usando NAD+, lega un ADP-ribosio ad una proteina-G rendendola costitutivamente attiva. Il processo di ADP-ribosilazione è catalizzato da appositi enzimi: (ADP-ribosil-trasferasi) che agiscono sul NAD, staccando la nicotinamide e trasferendo il resto della molecola (adenosina-difosfato-riboso = ADP-riboso) su una molecola proteica bersaglio, in questo caso la proteina G.
Una volta attivata la proteina-G induce la sua volta l'attivazione di una adenilato ciclasi, la quale agendo a livello dei canali transmembrana provoca l'uscita di ioni dalla cellula verso lo spazio extracellulare. La fuoriuscita di ioni, ed in particolare del cloro, ha un effetto diretto sulla osmolarità del contenuto del lume dell'intestino e provoca la fuoriuscita di acqua.

## Significato clinico
Le enterotossine hanno un effetto particolarmente marcato sul tratto gastrointestinale, causando vomito, diarrea e dolore addominale. L'aumentata permeabilità agli ioni cloruro conduce a perdite nel lume ed è seguita dal movimento di sodio e acqua. Nel giro di poche ore dall'ingestione di enterotossina si genera una diarrea secretoria. Numerosi e diversi batteri producono enterotossine in grado di creare un simile effetto, fra questi lo Staphylococcus aureus, Escherichia coli, Vibrio cholerae e altri.

## Tipi di enterotossine
Le enterotossine stafilococciche e le esotossine pirogene streptococciche costituiscono una famiglia di tossine biologicamente e strutturalmente correlate prodotte da Staphylococcus aureus e dallo Streptococcus pyogenes. Queste tossine condividono la capacità di legarsi alle proteine del complesso maggiore di istocompatibilità dei loro ospiti. Il complesso che si viene così a formare è specifico per una zona particolare del recettore dei linfociti T, la regione variabile V beta, e legandosi a V beta determina la stimolazione di un gran numero di cellule T. È probabile che molti degli effetti patologici di queste tossine siano dovuti alla loro capacità di attivare rapidamente un così gran numero di cellule T.
Tra i numerosi tipi di enterotossine esistenti di particolare rilevanza clinica appaiono la enterotossina prodotta da C. difficile e C. perfrigens, l'enterotossina prodotta da Escherichia coli O157:H7, da Vibrio cholerae, da Staphylococcus aureus, dalla Yersinia enterocolitica, e dalla Shigella dysenteriae.